# シェリナ・ムナフ

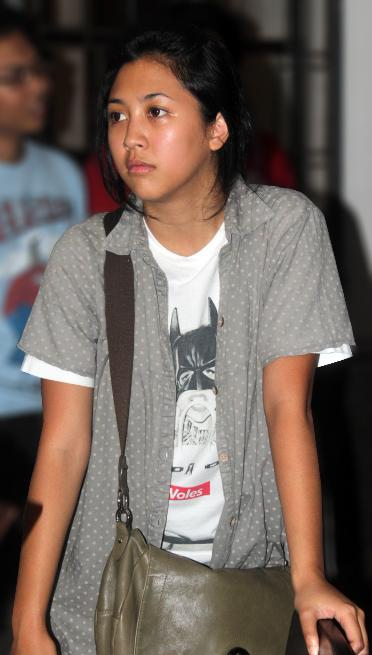
シェリナ・ムナフ

シェリナ・ムナフ（Sherina Munaf,  1990年6月11日 - ）は、インドネシアの女性シンガーソングライター兼女優、歌手、元子役兼少女歌手である。

## 略歴
西ジャワ州の州都バンドン生まれ。9歳で歌手デビューし、初めてのアルバムを発売。10歳のときにリリ・リザ監督のミュージカル映画「Petualangan Sherina」（「シェリナの冒険」の意、邦題は『シェリナの大冒険』とされることがある）に主演し、インドネシアで大ヒットとなる。また、この作品での主演により、2001年にハノイで開催されたアジア太平洋映画祭にて「最も才能のある子役賞」を受賞した。同じ2001年には、ユニセフへの募金のためにアイルランドの男性コーラス・グループ「ウエストライフ」と共に、ABBA の「アイ・ハヴ・ア・ドリーム」をカヴァーし、英国等でヒットさせた（この時期には、英国系のインターナショナルスクールに通学していた）。
近年ではジャッキー・チェンらと共に、香港の銅鑼湾にあるビクトリア公園で開催された東日本大震災へのチャリティーコンサート「Artistes 311 Love Beyond Borders」に出演したり（2011年4月）、インドネシア版『ザ・ヴォイス』のコーチと審判を務めたりする（2013年2月）などの多彩な活動を行う傍ら、現在は日本に拠点を置き、2Dアニメーションの制作を学んでいる。また、漫画およびアニメの『ONE PIECE』（原作：尾田栄一郎）の大ファンという一面の持ち主でもある（拠点を日本に移してからしばらくは、東京・千代田区の水道橋駅近くの日本語学校にて日本語を学んでいた） 。かつては作曲家のエルファ・セシオリアの弟子だった。なお、「シェリーナ」という呼び方は誤りである。2020年11月3日に、インドネシアの男性モデル兼俳優のバスカラ・マヘンドラ（Baskara Mahendra , 1993年1月1日-）と結婚。

## ディスコグラフィー

### アルバム
- Andai Aku Besar Nanti - (1999年、デビューアルバム。タイトルは「私が大きくなった時」「私が大きくなったら」の意)
- Petualangan Sherina - (2000年、同名映画のオリジナル・サウンドトラック)
- My Life - (2004年)
- Primadona - (2007年)
- Gemini - (2009年、双子座の意味だが、これは実際に彼女が双子座の生まれであるところに由来)
- Tuna - (2013年)

### コンピレーション・アルバム
- OST Ayat Ayat Cinta (2008年)
- OST Laskar Pelangi (2008年)

### その他
- Don't disturb me - （2021年、作詞：宮崎吾朗、作曲・編曲：武部聡志、NHK総合『アーヤと魔女』挿入歌）
- あたしの世界征服 - （2021年、作詞：宮崎吾朗、作曲・編曲：武部聡志、NHK総合『アーヤと魔女』エンディングテーマ）

## 出演

### テレビアニメ
- アーヤと魔女（2020年12月30日、NHK - アーヤの母親 役

### テレビCM
- カカオトーク - ただし日本ではなく、インドネシア本国で。共演は、韓国の男性5人組グループの BIGBANG[3] [4]。
- ハウス食品 - ただし声のみ。2016年にスタジオジブリの協力で制作されたアニメCM「おうちで食べよう」シリーズ〔これは2003年版アニメCMの事実上のリメイク〕の各篇にて、バックの曲「庭の千草」を歌唱[5]。